# Yarrow Stadium
Pour les articles homonymes, voir Rugby Park (homonymie).
Yarrow Stadium est situé dans la banlieue centrale de Westown de New Plymouth, Taranaki, en Nouvelle-Zélande. 
Le locataire principal de ce stade de 25 000 capacité est l'équipe de Taranaki qui participe au Championnat des provinces néo-zélandaises de rugby à XV.

## Historique
Le Yarrow Stadium est construit en 1931. Le stade est agrandi et modernisé en 2002, puis à nouveau en 2010, en prévision de la Coupe du monde de rugby à XV 2011.

## Évènements
- Coupe du monde de rugby à XV 2011